# (14088) Ancus
(14088) Ancus ist ein Asteroid des inneren Hauptgürtels, der von dem italienischen Amateurastronomen Vincenzo Silvano Casulli am 3. Mai 1997 am Osservatorio di Colleverde (IAU-Code 596) entdeckt wurde. Das von Casulli gegründete Observatorium befand sich von 1981 bis 2003 in der Stadt Guidonia Montecelio in der ehemaligen Provinz Rom.
Der mittlere Durchmesser des Asteroiden wurde grob mit 1,982 ± 0,321 km berechnet, die Albedo ebenfalls grob mit 0,411 ± 0,109.
(14088) Ancus wurde nach Ancus Marcius (* 675 v. Chr. ?; † 616 v. Chr.) benannt, dem mythischen vierten König des Römischen Reiches. Die Benennung des Asteroiden erfolgte am 24. Juni 2002.